# Thomas Burnet
Thomas Burnet (c. 1635 — 27 de setembro de 1715) foi um teólogo e escritor inglês sobre cosmogonia.

## Vida
Burnet nasceu em Croft, perto de Darlington, em 1635. Estudou na Northallerton Grammar School, sob a orientação de Thomas Smelt, e ingressou no Clare College, Cambridge, em 1651. Lá, foi aluno de John Tillotson. Quando Ralph Cudworth, diretor do Clare College, transferiu-se para o Christ's College em 1654, Burnet o acompanhou. Tornou-se fellow do Christ's College em 1657, obteve o grau de Master of Arts em 1658 e atuou como proctor (responsável por assuntos disciplinares e administrativos) em 1667.
Burnet trabalhou como acompanhante e preceptor durante viagens com Lord Wiltshire, filho de Charles Paulet, 6º Marquês de Winchester, e, por intermédio de Tillotson, tornou-se tutor de Lord Ossory, neto de James Butler, 1º Duque de Ormonde. Foi justamente com o apoio deste último que Burnet foi nomeado, em 1685, para a Charterhouse School, em Londres. Ele participou da resistência contra a tentativa do rei Jaime II de nomear Andrew Popham como pensionista da instituição. Em duas reuniões dos governadores, realizadas em 17 de janeiro e no solstício de verão de 1687, foram apresentadas cartas régias de dispensa. No entanto, apesar dos esforços de George Jeffreys — também membro da Charterhouse School — a maioria recusou-se a cumprir a ordem real.
Após a Revolução Gloriosa, Burnet foi nomeado capelão ordinário e clerk of the closet (ofício responsável por aconselhar espiritualmente o rei) de Guilherme III, cargo que ocupou até 1695. Nunca recebeu promoção eclesiástica e viveu discretamente na Charterhouse, onde faleceu em 27 de setembro de 1715. Foi sepultado na capela da instituição.

## Obras

### Teoria Sagrada da Terra

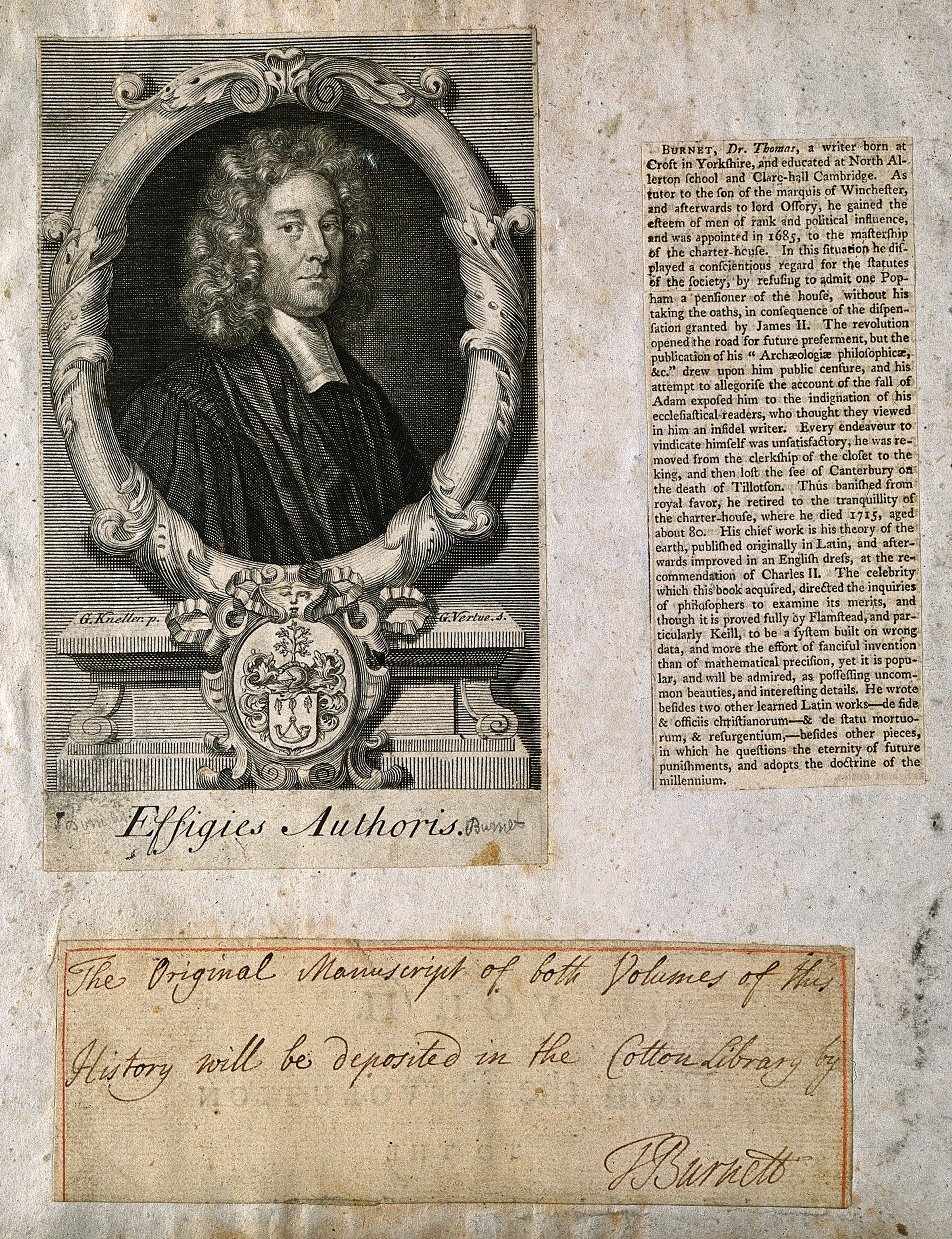
Retrato y caligrafia de Burnet

A obra mais conhecida de Burnet é Telluris Theoria Sacra, ou Teoria Sagrada da Terra. A primeira parte foi publicada em latim em 1681, e em tradução para o inglês em 1684; a segunda parte apareceu em 1689 (e em inglês em 1690). Trata-se de uma cosmogonia especulativa, na qual Burnet sugeria propõe que a Terra é oca, contendo em seu interior a maior parte das águas até o momento do Dilúvio de Noé — quando, segundo ele, surgiram as montanhas e os oceanos. Ele chegou a calcular a quantidade de água existente na superfície terrestre e concluiu que não seria suficiente para provocar um dilúvio universal. Em parte, sua teoria foi influenciada por Descartes, que havia tratado da criação da Terra em seus Princípios de Filosofia (1644) — o que levou Roger North a criticá-lo nesse aspecto.
As ideias heterodoxas de Isaac La Peyrère, que defendia que o Dilúvio não teria sido universal, também serviram de pano de fundo para Burnet desenvolver sua teoria, ao menos em parte como resposta a esse argumento.

O sistema de Burnet possuía aspectos inovadores, mas também incluía elementos tradicionais, como os quatro elementos clássicos. Entre suas ideias originais estavam a concepção de uma Terra inicialmente em forma oval, um Paraíso anterior ao Dilúvio onde seria sempre primavera, e rios que fluíam dos polos em direção ao Equador. Herbert Croft publicou uma crítica à obra em 1685, acusando Burnet, entre outras coisas, de se basear mais na Segunda Epístola de Pedro do que no livro do Gênesis. Ao longo da década de 1690, autores como John Beaumont e Johann Caspar Eisenschmidt retomaram e desenvolveram algumas das ideias de Burnet, o que gerou ampla controvérsia. Burnet respondeu a alguns de seus críticos, como John Keill e Erasmus Warren, em defesa de sua teoria.

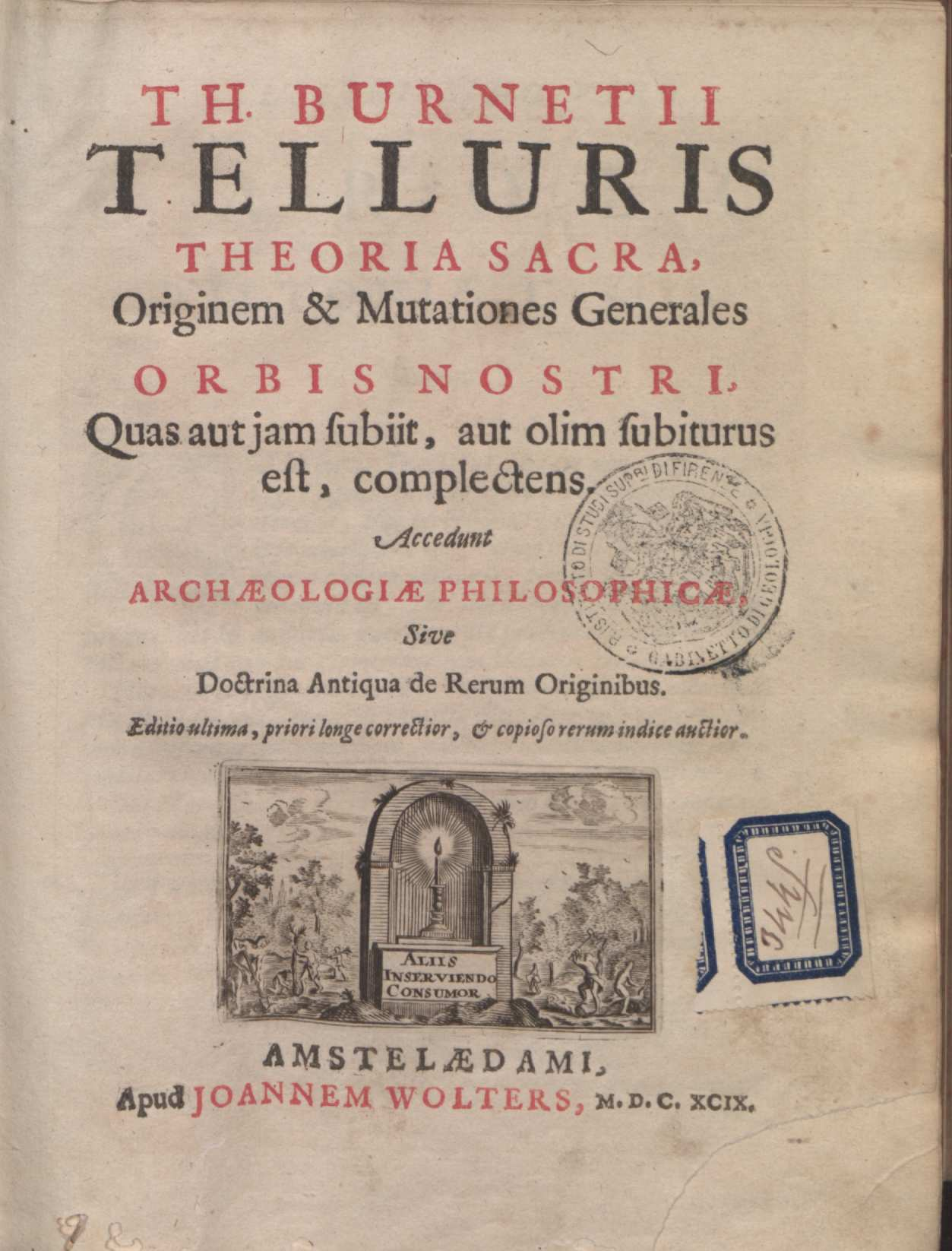
Telluris theoria sacra, edição de 1699

Isaac Newton admirava a abordagem teológica de Burnet em relação aos processos geológicos. Newton chegou a escreveu para Burnet, sugerindo a possibilidade de que, quando Deus criou a Terra, os dias eram mais longos. No entanto, Burnet considerou essa hipótese insuficientemente científica: alterar a duração dos dias implicaria uma intervenção contínua de Deus. Para ele, o mundo e seus processos haviam sido criados de forma perfeita e autossuficiente desde o princípio. Em suas palavras:
Achamos melhor artífice aquele que faz um relógio que toca as horas corretamente a partir das molas e engrenagens que colocou na máquina, do que aquele cujo relógio só funciona se ele tiver que tocá-lo com o dedo a cada hora para fazê-lo soar.

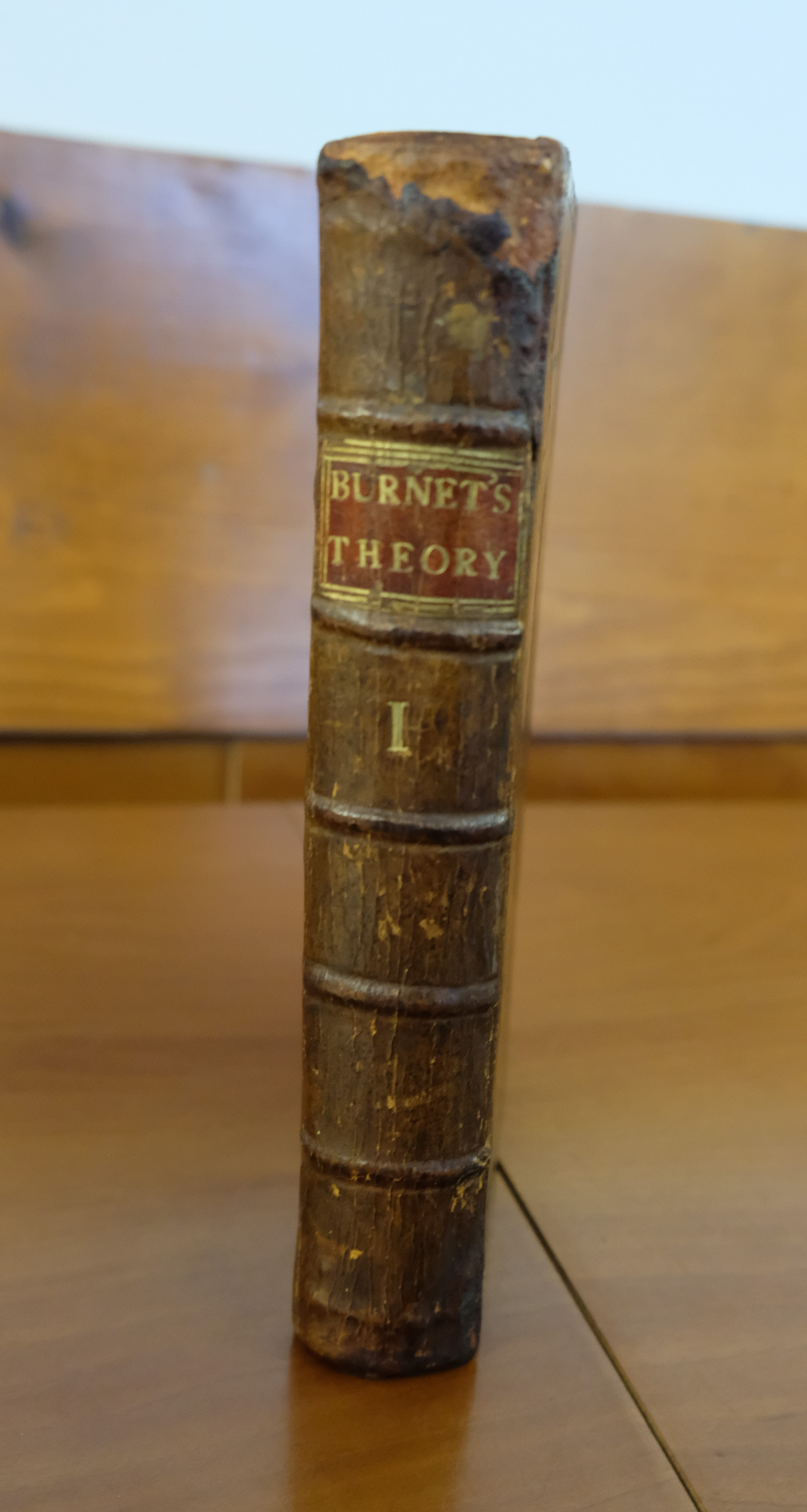
Edição de 1719 de "A Teoria Sagrada da Terra".
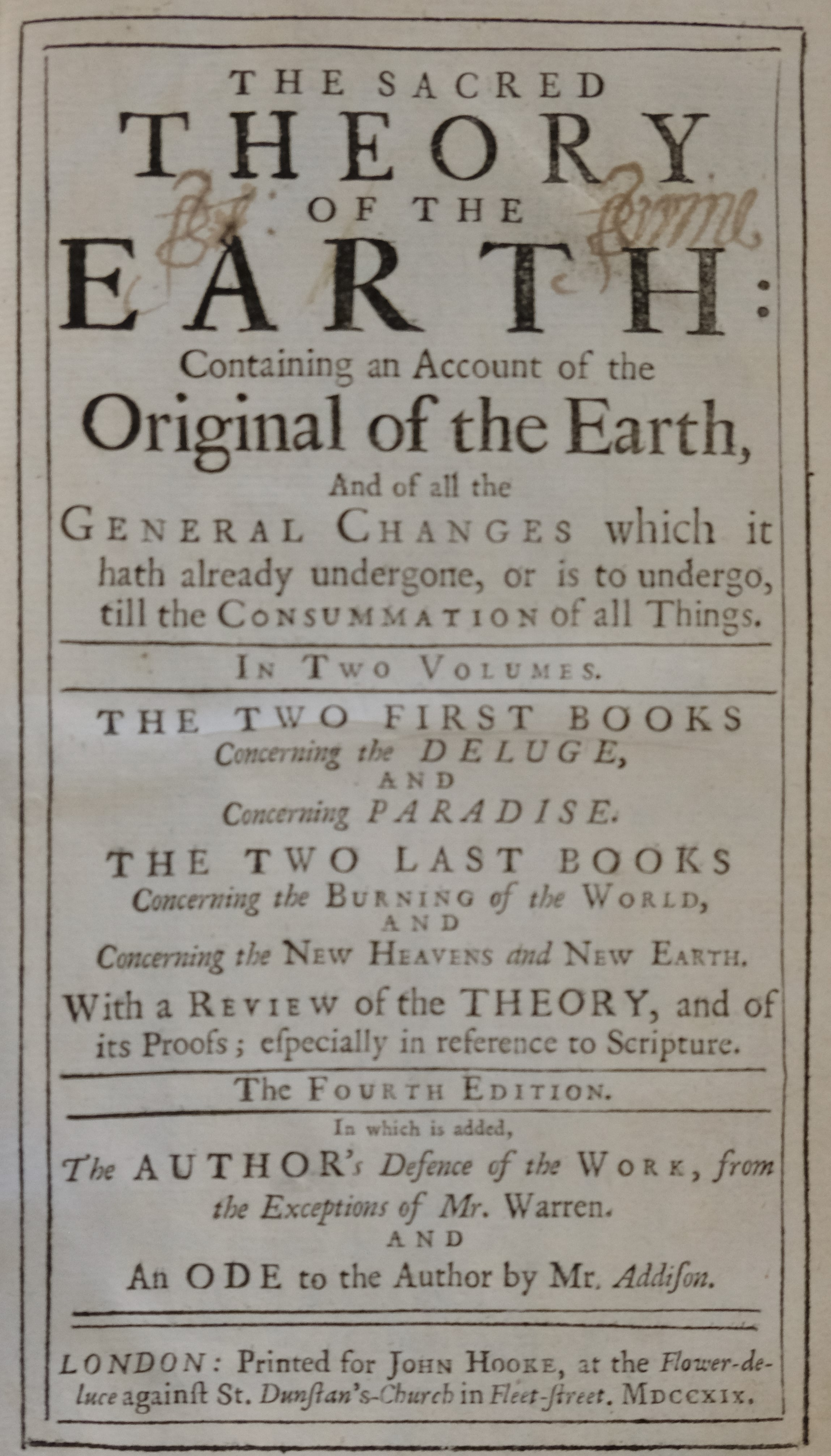
Página de rosto de edição de 1719 de "A Teoria Sagrada da Terra".
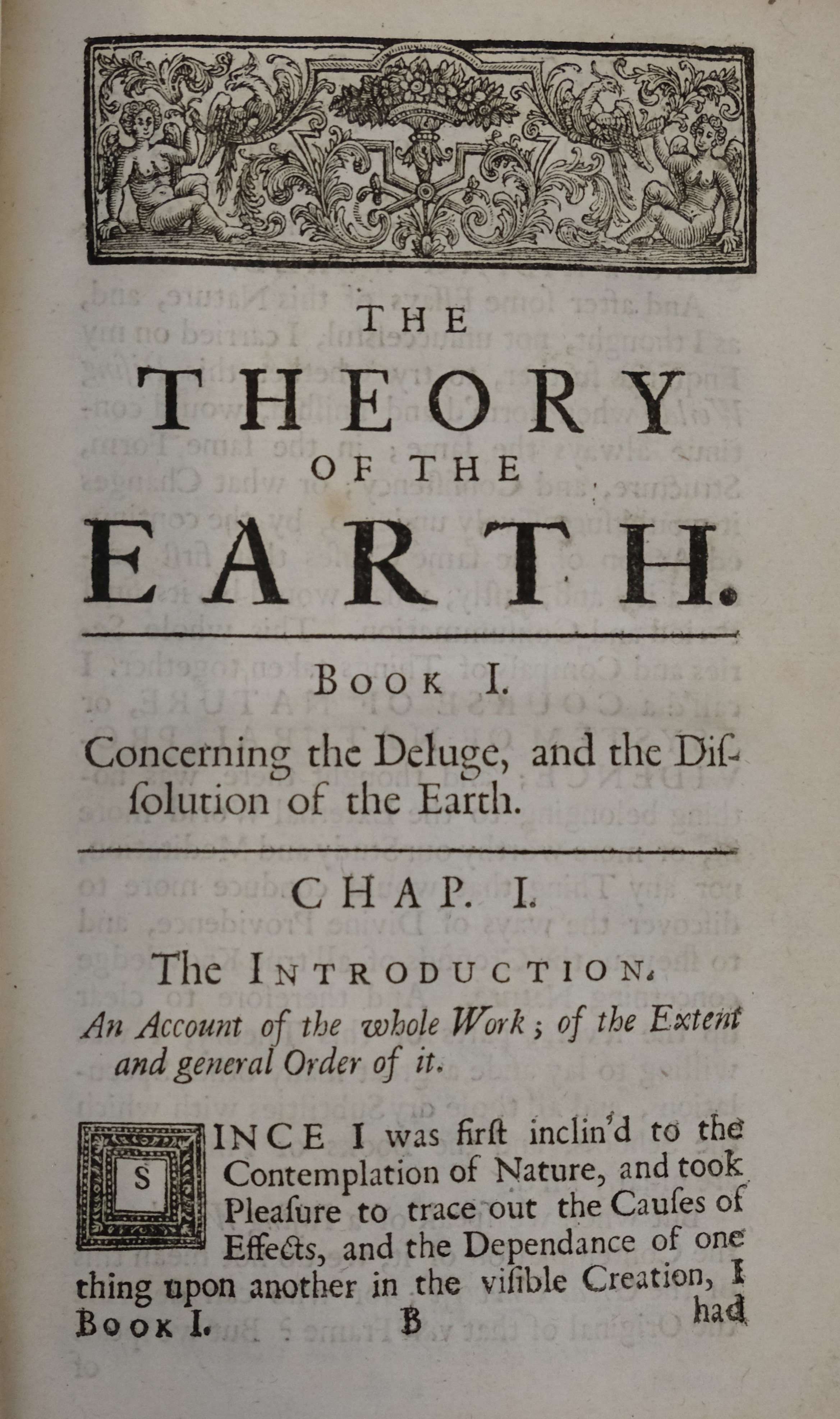
Primeira página de uma edição de 1719 de "A Teoria Sagrada da Terra".

### A Antiga Doutrina Sobre a Origem das Coisas
Algumas das ideias apresentadas por Burnet na obra Archaeologiae Philosophicae, sive Doctrina Antiqua de Rerum Originibus (1692), também conhecida como A Antiga Doutrina sobre a Origem das Coisas, foram consideradas tão inaceitáveis pelos teólogos de sua época que ele foi obrigado a renunciar ao seu cargo na Corte. Nessa obra, Burnet discutia, entre outros temas, se a Queda do Homem deveria ser entendida como um acontecimento literal ou simbólico.

### Sobre o estado dos mortos e da ressurreição
O tratado De Statu Mortuorum et Resurgentium ("Sobre o Estado dos Mortos e a Ressurreição") foi publicado postumamente, em 1720. Na História do Declínio e Queda do Império Romano, Edward Gibbon faz referência à obra de Burnet, observando que o autor "expõe os inconvenientes que surgiriam" caso as almas gozassem de uma "existência mais ativa e consciente". Thomas Newton, bispo de Bristol e decano da Catedral de São Paulo, criticou Gibbon, alegando que as interpretações de Burnet iam justamente na direção oposta.

## Influência
O pensamento de Burnet exerceu influência sobre Samuel Taylor Coleridge, sendo citado logo no início da edição de 1817 do poema The Rime of the Ancient Mariner.
Em sua homenagem, uma cordilheira lunar localizada no Mare Cognitum (Oceano das Tormentas), na Lua, recebeu o nome de Dorsa Burnet.